# Europäisches Journal für Minderheitenfragen
Das Europäische Journal für Minderheitenfragen (EJM) ist eine im Berliner Wissenschafts-Verlag erscheinende interdisziplinäre Fachzeitschrift, die im Vierteljahresrhythmus Fragen der Wahrung und Entwicklung der sprachlich-kulturellen Existenz und Identität von Minderheiten diskutiert.

## Geschichte
2008 wurde das peer-reviewte Europäische Journal für Minderheitenfragen von Christoph Pan, Beate Sibylle Pfeil und Franz Matscher bei Springer (Wien, New York) gegründet und erschien von 2013 bis 2015 beim Verlag Österreich. Seit 2016 wird das EJM vom Berliner Wissenschafts-Verlag publiziert.

## Zielsetzung
Rund ein Siebtel der europäischen Bevölkerung gehört zu den etwa 340 Minderheiten mit rund einem Drittel der 90 Europäischen Sprachen. Die Auflösungsprozesse Jugoslawiens erwiesen nachdrücklich, dass der Schutz dieser Minderheiten zu den Fragen gehört, die über Krieg oder Frieden entscheiden können. Seither stehen Minderheitenfragen wieder auf der Agenda der internationalen Staatengemeinschaft. Ziel des EJM sind Beiträge zum inneren Frieden und zur kulturellen Vielfalt Europas sowie zu einer politischen Entscheidungsfindung auf europäischer, staatlicher, regionaler und kommunaler Ebene, die nicht a priori majorisiert, sondern Volksgruppenbelange angemessen miteinbezieht.

## Träger
Träger ist das Südtiroler Volksgruppen-Institut in Bozen, eine 1960 gegründete Forschungseinrichtung. Ziel des SVI ist es, Potentiale und Probleme der deutschsprachigen und der ladinischen Volksgruppe in Südtirol zu untersuchen und hierfür praktische Förder- bzw. Lösungsvorschläge zu entwickeln. Ein besonderes Augenmerk gilt Grundsatzfragen der europäischen Volksgruppen.

## Herausgeberschaft
Herausgeber sind Christoph Pan (Südtiroler Volksgruppen-Institut; Universität Innsbruck), Franz Matscher (Universität Salzburg), Manfred Kittel (Universität Regensburg), Matthias Theodor Vogt (Hochschule Zittau/Görlitz), Paul Videsott (Freie Universität Bozen; Südtiroler Volksgruppen-Institut) und Beate Sibylle Pfeil (Europarat-Expertin, ehemals Südtiroler Volksgruppen-Institut). Geschäftsführender Herausgeber ist  Paul Videsott.

## Wissenschaftlicher Beirat
Der wissenschaftliche Beirat setzt sich aus Anna Gamper (Universität Innsbruck), Stephan Garsztecki (Technische Universität Chemnitz), Hans Goebl (Universität Salzburg), Esther Happacher (Universität Innsbruck), Peter Jordan (Österreichische Akademie der Wissenschaften, Wien), Klaus-Jürgen Nagel (Universitat Pompeu Fabra, Barcelona), Walter Obwexer (Universität Innsbruck), Günther Rautz (Europäische Akademie, Bozen), Oliver Reisner (Ilia State University, Tiflis/Tbilisi) und Eduard Werner (Universität Leipzig) zusammen.